# سایپرس پوینت کلاب
سایپرس پوینت کلاب (به انگلیسی: Cypress Point Club) یک منطقهٔ مسکونی در ایالات متحده آمریکا است که در کالیفرنیا واقع شده‌است.